# Javaanse roepie
De Javaanse roepie was de munteenheid van Java tot 1816, toen hij werd vervangen door de Nederlands-Indische gulden.
De roepie was onderverdeeld in 30 stuivers die elk weer 4 duiten waard waren. Koperen munten waren er van 1 duit en 1/2, 1, en 2 stuiver. Zilveren van: 1/2 en 1 roepie. En er was een gouden munt van een 1/2 mohur (= halve gouden roepie). De munten werden geslagen door de Javaanse Bank.